# Biskupství (Náměšť na Hané)
Biskupství (německy Biskupstwo) je vesnice, součást městyse Náměšti na Hané. Tvoří severní část dnešního městyse (jádrem vsi je ulice Biskupství), z jihu ji od původní Náměště odděluje potok Baběnec a říčka Šumice.

## Historie
Ves byla poprvé zmíněna v listině Jindřicha Zdíka v roce 1141 jako majetek kostela svatého Petra v Olomouci. Do roku 1460 ji drželi církevní majitelé, od roku 1521 tvořila jedno panství s Náměští, které po většinu zbytku 16. století vlastnili Bruntálští z Vrbna. V dalších desetiletích ho držela řada různých majitelů, teprve po odprodeji panství Harrachům v roce 1726 se majetková situace uklidnila. V roce 1777 přešla obec, díky sňatku hraběnky Marie Růženy Harrachové, do vlastnictví rodu Kinských, kteří ji drželi do roku 1848. Od roku 1850 byla obec Biskupství, i s nově připojenou raabizační vsí Nové Dvory, součástí olomouckého okresu. V roce 1949 bylo Biskupství sloučeno s Náměští na Hané a administrativně zcela zaniklo.
Katastrální území Biskupství bylo zrušeno v roce 1954 a jeho plocha přičleněna ke katastru Náměště na Hané.

## Obyvatelstvo
| 1869 | 1880 | 1890 | 1900 | 1910 | 1921 | 1930 | 1950 | 1961 | 1970 | 1980 | 1991 | 2001 | 2011 |
| ---- | ---- | ---- | ---- | ---- | ---- | ---- | ---- | ---- | ---- | ---- | ---- | ---- | ---- |
| 560  | 516  | 533  | 565  | 573  | 572  | 576  | 499  | —    | —    | —    | —    | —    | —    |